# Televisietoren van Tallinn
De televisietoren van Tallinn (Tallinna teletorn) is de hoogste constructie in Estland. Het gebouw verzorgde de radio- en tv-verbindingen voor de Olympische Spelen in Moskou in 1980. De toren staat in Pirita, aan de noordoostkant van Tallinn. De toren is 314 m hoog, sommige bronnen houden het op 312,6 m.
De toren werd ontworpen door de architecten David Baziladze en Juri Sinis. De eerstesteenlegging vond plaats op 30 september 1975. Op 11 juli 1980 werd de toren in gebruik genomen. De constructie bestaat uit gewapend betonnen ringen van 50 cm dik. De totale constructie weegt zo'n 20.000 ton.
Op de 21ste verdieping, 170 m boven de grond, bevindt zich een observatieplatform, oorspronkelijk gepland met een roterend deel. Deze verdieping kan bezocht worden met twee liften en uiteraard een trap. De tv-toren in Vilnius heeft een soortgelijke roterende verdieping. Anno 2023 is het gebouw ook in gebruik als museum.